# Tre kvart från nu
A Tre kvart från nu című válogatásalbum a svéd Anni-Frid Lyngstad 1993-ban megjelent kiadványa, mely tartalmazza első En ledig dag című 1967-es slágerét is. Az album kizárólag csak Svédországban jelent meg.

## Számlista
1. Tre Kvart Från Nu	3:14
2. En Ledig Dag (Weekend In Portofino)	2:55
3. Peter Komm Tillbaka (Junge Komm Bald Wieder)	3:06
4. Sen Dess Har Jag Inte Sett 'En	2:08
5. Suzanne	3:07
6. Jag Är Beredd (And I'll Be There)	2:38
7. Telegram Till Fullmånen	1:59
8. Barnen Sover	3:35
9. En Ton Av Tystnad (The Sound Of Silence)	4:00
10. Du Betonar Kärlek Lite Fel	2:29
11. Härlig Är Vår Jord	2:40
12. En Liten Sång Om Kärlek (Five Pennies Saint)	2:25
13. Räkna De Lyckliga Stunderna Blott	2:58